# Herbert Landauer
Herbert Landauer (* 23. Juni 1904 in München; † 28. Juni 1984) war ein deutscher Architekt und Baubeamter der Postbauschule.

## Wirken
Herbert Landauer studierte von 1923 bis 1927 Architektur an der Technischen Hochschule München bei German Bestelmeyer. Anschließend arbeitete er drei Jahre als Referendar unter Robert Vorhoelzer bei der Oberpostdirektion München, für die er zahlreiche Postbauten verwirklichte. 1930 wurde er dann Regierungsbaumeister (Assessor) und gewann für einen Entwurf für die Mustersiedlung Ramersdorf einen Preis. Anfang der 1930er Jahre arbeitete er zudem ehrenamtlich für den Bayerischen Kunstgewerbeverein München.
Nach der Machtergreifung des NS-Regimes wurde Landauer ins Reichsluftfahrtministerium in Berlin versetzt, wo er als stellvertretender Leiter der Bauabteilung für alle Luftwaffe-Bauten in Bayern, Württemberg und Baden zuständig war. 1935 bis 1937 wirkte er an der Einrichtung der Bautabteilung im Luftkreiskommando München (= Luftkreis V) mit und war an zahlreichen Großbaustellen der Luftwaffe tätig. 1937 wechselte er nach Berlin und wurde Leiter der Luftwaffenbauabteilung für Brandenburg, Mecklenburg und Pommern. 1938 wurde er zum Oberregierungsbaurat befördert. 1939 lehrte er als Oberstudiendirektor an der Münchener Gewerbeschule in der Luisenstraße. Von 1939 bis 1941 war er im Kriegsdienst; von 1941 bis 1946 arbeitete er wieder als Oberstudiendirektor an der Gewerbeschule. Nach dem Spruchkammerverfahren 1946 durfte er 1947 seine Lehrtätigkeit wieder aufnehmen und blieb bis zu seiner Pensionierung 1961 an der Gewerbeschule.

## Bauten (Auswahl)
- 1927: Postamt Schleißheim (mit Robert Vorhoelzer und Sigmund Schreiber)
- 1927: Kraftwagenhalle in Straubing (mit Robert Vorhoelzer, Fritz Kalkner und Franz Holzhammer)
- 1927: Entwurf für das Bibliotheksgebäude des Deutschen Museums in München (mit Schmeißner und Lotz)
- 1927: Postamt Solln (mit Robert Vorhoelzer, Sigmund Schreiber, Walther Schmidt, Hans Schnetzer und Ernst Ott)
- 1928–1930: Postamt und Verstärkeramt Grünwald (mit Robert Vorhoelzer)
- Wohngebäude in Rosenheim (mit Franz Holzhammer und Hubert Gais)
- Selbstanschluss- und Verstärkeramt in Rosenheim
- Lichtreklame am Telegrafenamt München
- 1929: Siedlung „Ludwigsvorstadt“ an der Kazmairstraße in München
- 1930: Entwurf für die Mustersiedlung Ramersdorf
- 1931: Postamt Feldafing (mit Franz Holzhammer und Werner Göckel)
- 1932: Postamt Endorf (mit Franz Holzhammer und Heinrich Götzger)
- 1932: Entwurf für den Glaspalast München (mit Schmeißner und Lotz)
- Flugplatz und Luftwaffenschule Schleißheim (mit Dellefant, Heichlinger, Jäger und Landschreiber)
- Luftgaukommando an der Prinzregentenstraße in München (mit Pfaud und Schüssler)
- Mädchen-Oberrealschule an der Luisenstraße in München
- Gewerbeschule für Bau- und Kunsthandwerker in München
- 1955: Wasserkraftwerk Roßhaupten am Forggensee[1]